# 아딜리와 형들
아딜리와 형들(Adili na Nduguze)은 샤반 로버트의 탄자니아 소설이다.
스와힐리 민담을 기반으로 한 아딜리와 형들의 모험 이야기이다. 동생의 여인을 탐한 형들은 정령이 내린 벌을 받아 원숭이가 되고 지혜로운 라이 왕은 그들이 인간이 될 수 있도록 도와준다. 기이한 이야기 속에서 스와힐리 민담의 정신을 느낄 수 있다. 샤반 로버트는 저명한 사회언어학자인 윌프레드 화이틀리가 ‘아프리카의 셰익스피어’라 칭송한 작가다. 스와힐리 고전문학과 현대문학을 연결하는 고리 역할을 했다.

## 배경
≪아딜리와 형들≫은 아딜리의 여인을 탐한 형들이 정령이 내린 벌을 받아 원숭이가 되지만 지혜로운 라이 왕의 도움으로 인간이 되는 이야기다. 이 책은 내용과 형식 면에서 스와힐리 민담의 영향이 나타난다. 스와힐리 민담에서는 원정 모티프를 흔히 볼 수 있다. 내용 전개는 거의 예외 없이 갈등이 발생한 뒤 해결되는 것이다. 이러한 민담은 젊은이의 사회적 성숙이라는 주제가 두드러지게 나타난다. 그들이 원숭이로 변하는 벌을 받은 것은 소년에서 성인으로 성장하는 데 실패했음을 은유적으로 표현한 것이다. 두 형은 아딜리와는 달리 성인이 되는 데 필수적으로 요구되는 자질이 부족했던 것이다. 이야기의 마지막에 아딜리와 저주가 풀린 두 형의 결혼식을 알리는 것 역시 이 소설의 젊은이의 사회적 성숙이라는 주제와 관련되어 있다.
작가의 고향인 탄자니아가 속한 동아프리카 식민지 사회는 서구식 교육이 보급되고 출판 사업이 활성화하는 가운데 20세기 중반에 스와힐리어 소설 문학이 태동했다. 스와힐리 작가들은 식민 지배 상황 속에서도 자신의 정체성을 지키면서 새로운 문학을 창조했다.
≪아딜리와 형들≫은 구비문학의 연행에서 나타나는 단순한 어휘 반복은 거의 자취를 감추었지만, 의미와 구조상의 대구를 통해 생성되는 패턴이 텍스트 곳곳에서 관찰된다. 또한 작가가 작품에서 자신의 존재를 드러내고 독자들과 교감하는 것은 민담 연행의 본질과 관련 있다. 이밖에도 속담의 사용과 단어의 열거를 통한 상황 묘사 역시 민담의 영향을 받은 표현이다. 이처럼 스와힐리 소설은 과거의 스와힐리 문학 전통과 단절되지 않았고 오히려 스와힐리 민담의 전통이 곳곳에 배어 있다.